# Sami Beyroun
Sami Beyroun (arab. ‏سامي بايرون‎} – libański narciarz alpejski, uczestnik Zimowych Igrzysk Olimpijskich 1964 w Innsbrucku.
Najlepszym wynikiem Beyrouna na zimowych igrzyskach olimpijskich jest 80. miejsce podczas igrzysk w Innsbrucku w gigancie w 1964 roku.
Beyroun nigdy nie wziął udziału w mistrzostwach świata.
Beyroun nigdy nie wystartował w zawodach Pucharu Świata.

## Osiągnięcia

### Zimowe igrzyska olimpijskie
| Igrzyska       | Konkurencja | Czas    | Wynik | Zwycięzca        |
| -------------- | ----------- | ------- | ----- | ---------------- |
| Innsbruck 1964 | Zjazd       | -       | DNF   | Egon Zimmermann  |
| Innsbruck 1964 | Gigant      | 3:14.65 | 80.   | François Bonlieu |
| Innsbruck 1964 | Slalom      | -       | DNF   | Pepi Stiegler    |